# Humelgem
Humelgem is een dorp in de gemeente Steenokkerzeel, Vlaams-Brabant. Het dorp ligt ten zuiden van het centrum van Steenokkerzeel en maakt deel uit van de Brabantse Kouters. Humelgem ligt langs de N227 en de Kortenbergsesteenweg.

## Geschiedenis
Onder het ancien régime was Humelgem een zelfstandige heerlijkheid onder de meierij van Kampenhout, in het kwartier van Brussel van het hertogdom Brabant.
Na de Franse invasie werd Humelgem als gemeente ingedeeld bij het kanton Kampenhout van het Dijledepartement. De gemeente verloor haar zelfstandigheid al op 19 juli 1810. Met het argument dat Steenokkerzeel het gemeentebestuur van Humelgem duizenden guldens schuldig was en deze niet kon terugbetalen, besloot de prefect de gemeenten samen te voegen. Dit misnoegde de inwoners van Humelgem omdat ze zo veel geld misliepen.
In de loop van de 20e eeuw vergroeide het gehucht Humelgem stilaan met het woongebied van Steenokkerzeel.

## Bezienswaardigheden
- Het Kasteel de Kerckhove d'Exaerde
- De Sint-Catharinakerk

## Natuur en landschap
Humelgem ligt aan de rand van de Luchthaven van Zaventem en ook is het vastgebouwd aan de kom van Steenokkerzeel. De hoogte bedraagt ongeveer 36 meter.

## Afbeeldingen

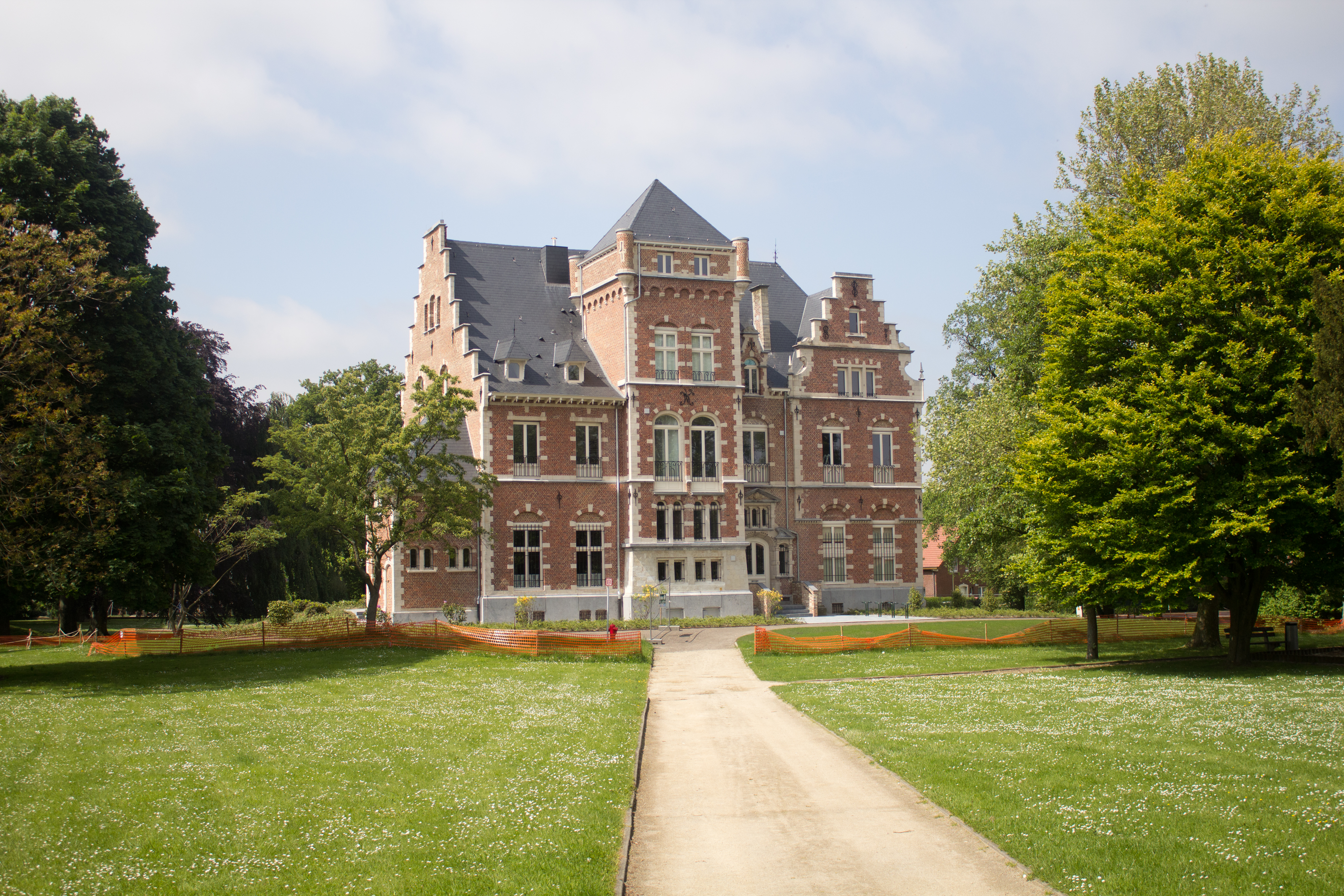
Kasteel de Kerkhove d'Exaerde
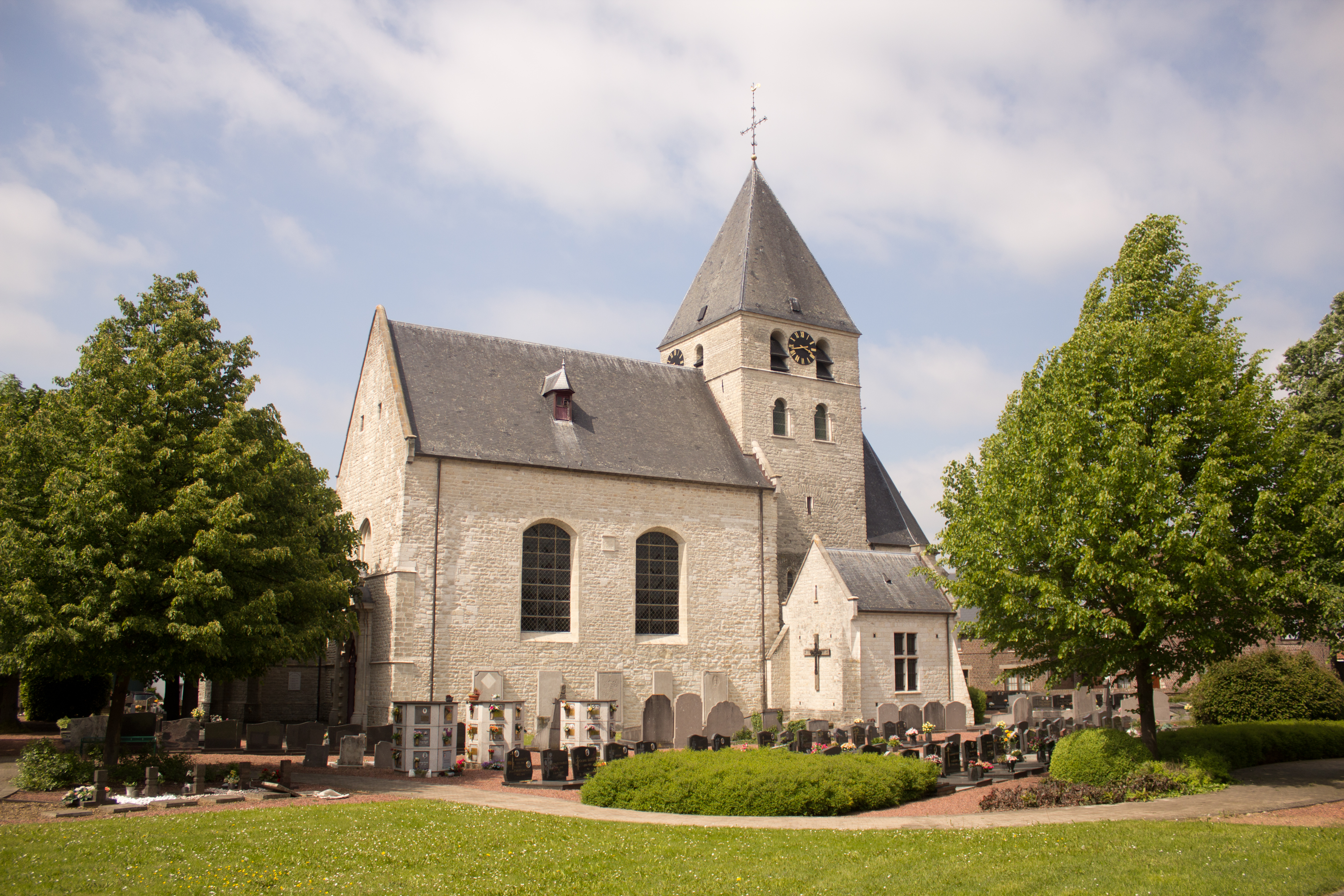
De parochiekerk, gewijd aan Sint-Catharina

## Nabijgelegen kernen
Steenokkerzeel, Kortenberg, Erps